# ルリハナガサ属

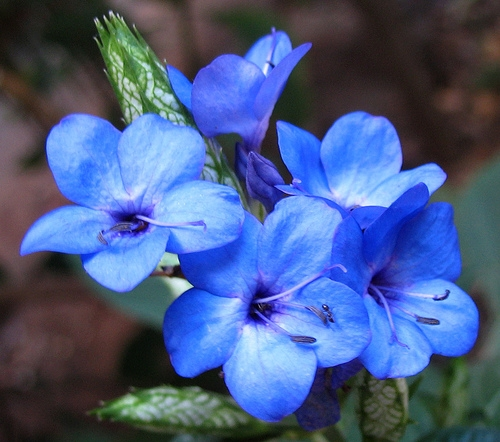
ルリハナガサ
（Wikimedia Commons）

ルリハナガサ属（ルリハナガサぞく、別名 エランテムム属、学名：Eranthemum）はキツネノマゴ科の常緑多年生草本〜低木。
属名はギリシャ語のerao（愛する）＋anthemon（花）で可愛い花の意味。

## 特徴
花は筒状で先端は5裂する。花序は穂状または円錐状。葉は対生し、披針形〜広卵形で全縁または鋸歯縁、葉脈が太く目立つことが多い。花序は茎頂または葉腋につく。花は筒状で細長く、先端は5浅裂し、4本の雄しべのうち2本は退化し不稔性。

## 分布と生育環境
インド〜マレー半島に約14種〜約30種が分布。熱帯アジアの森林に生育。

## 代表的な種
- ルリハナガサ E. pulchellum　雄しべ2本は花冠の上に出る
- エランテムム・ウォッティー E. wattii　雄しべは花冠の上に出ない

## 利用
温室観賞花木、鉢物用。繁殖は春に挿し木を行う。発根後は秋まで数回移植し、摘芯して分枝を多くし、叢生に仕立てると良い。降霜地では室内や温室で栽培する。亜熱帯域の湿度が高い地域では露地植え可能。